# تيم دي ميرسمان
تيم دي ميرسمان هو لاعب كرة قدم بلجيكي في مركز الوسط، ولد في 1 فبراير 1985 في داندرموند في بلجيكا. لعب مع أدو دين هاغ وإف سي آيندهوفن وفيتيسه آرنهم.

## وصلات خارجية
- تيم دي ميرسمان على موقع قاعدة بيانات كرة القدم.إي يو (الإنجليزية)
- تيم دي ميرسمان على موقع Soccerway.com (الإنجليزية)
- تيم دي ميرسمان على موقع عالم كرة القدم.نت (الإنجليزية)